# Nogales (Veracruz)
Nogales es una localidad del estado mexicano de Veracruz. Es cabecera del municipio de Nogales.

## Demografía
| Censo | Población |
| ----- | --------- |
| 1900  | 4 363     |
| 1910  | 6 440     |
| 1921  | 6 407     |
| 1930  | 9 020     |
| 1940  | 8 479     |
| 1950  | 7 524     |
| 1960  | 11 219    |
| 1970  | 14 254    |
| 1980  | 22 499    |
| 1990  | 20 447    |
| 1995  | 21 196    |
| 2000  | 20 530    |
| 2005  | 21 113    |
| 2010  | 22 085    |
| 2020  | 21 261    |